# Juan Tomás de Boxadors
Juan Tomás de Boxadors y Sureda de San Martín, O.P. (Barcelona, 3 de abril de 1703-† Roma, 16 de diciembre de 1780). Religioso dominico que fue Maestro general y Cardenal de la Iglesia Romana.

## Biografía

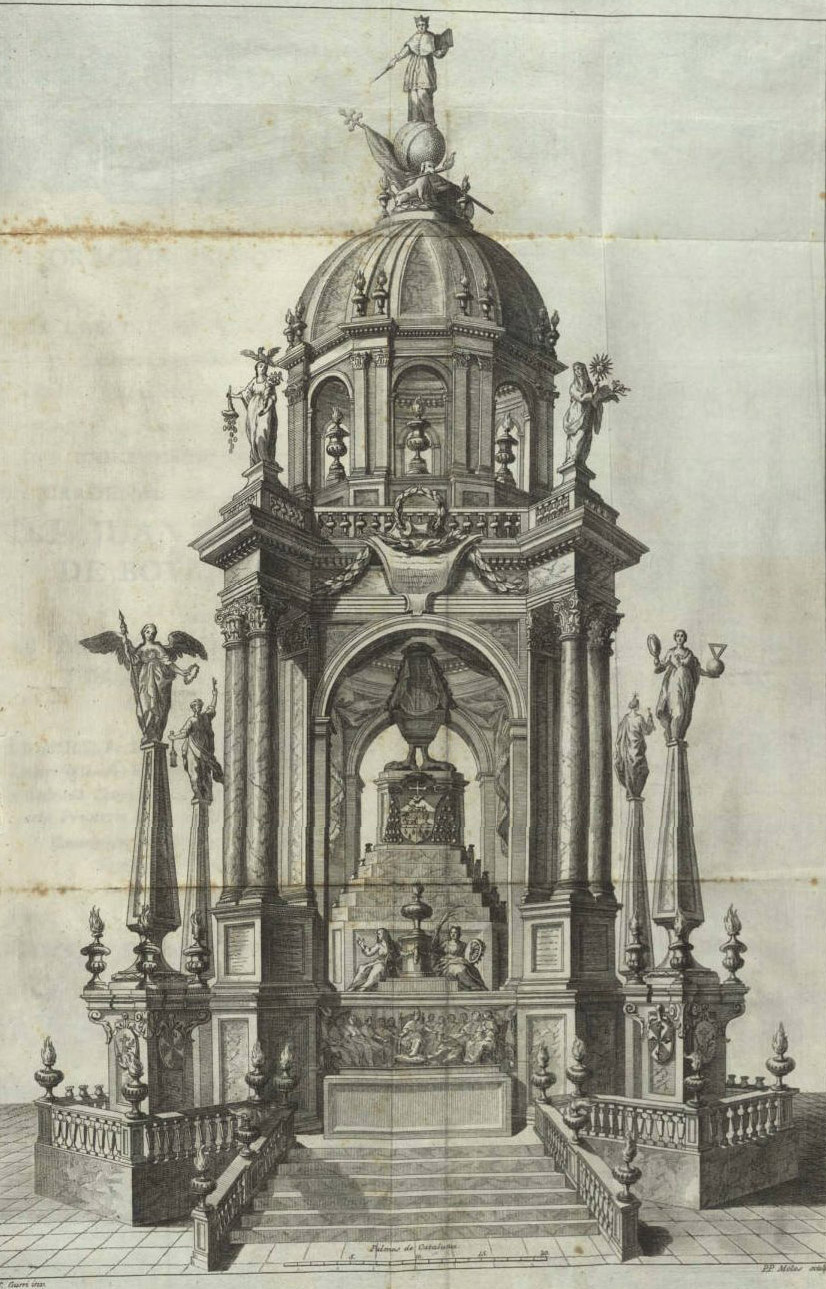
Túmulo del cardenal Boxadors, convento de Santa Catalina, obra de Salvador Gurri (1781); grabado de Pasqual Pere Moles.

Provenía de una familia aristocrática relacionada con la Casa de Austria; su padre, Juan Antonio de Boxadors y de Pinós, era Conde de Savallá y Peralada.
En su juventud sirvió en navíos de la marina austriaca y en 1729 entró en la Academia de Letras de Barcelona. En 1734 ingresó a la Orden de Predicadores, siendo electo provincial de España en 1746 y Maestro General en 1756. 
Tomista, escribió un ensayo titulado De renovanda et defendenda doctrina sancti Thomae (1757) que tuvo gran difusión e influjo en los estudios dominicanos. Escribió también un libro de poesía en catalán, Soliloqui, utilizando técnicas barrocas. 
Nombrado cardenal en el consistorio del 13 de noviembre de 1775 por el papa Pío VI, obtuvo una dispensa para mantenerse como Maestro General, siendo sustituido en tales funciones en 1777. 
Falleció en Roma, el 16 de diciembre de 1780.
| Predecesor: Antonin Brémond | Maestro General de la Orden de Predicadores 1756-1777 | Sucesor: Baltasar de Quiñones |